# Рот, Дитер
Дитер Рот (англ. Dieter Roth, полное имя Karl-Dietrich Roth; 1930—1998) — швейцарский художник, скульптор, поэт немецкого происхождения.

## Биография
Родился 21 апреля 1930 года в Ганновере и был первым из трёх сыновей в семье Карла-Ульриха, швейцарского бизнесмена, и его немецкой жены —  Веры. 
После начала Второй мировой войны Дитер должен был проводить каждое лето в Швейцарии —  по указанию швейцарской благотворительной организации Pro Juventute, защищавшей швейцарско-немецких детей от разрушительных действий войны. К 1943 году изгнание мальчика из Германии стало постоянным, и он поселился в Цюрихе в доме семьи Фрица Вайсса (Fritz Wyss), который делил его с еврейскими и коммунистическими деятелями культуры. Именно здесь юный Дитрих Рот начал рисовать и писать стихи, до 1946 года проживая в Швейцарии без своей семьи. Его семья переехала в Берн в 1947 году, и здесь Рот начал обучение коммерческому искусству (работы по текстилю). Впоследствии, увидев выставку работ авангардиста Пауля Клее, вызванное от неё впечатление переросло в навязчивую идею заняться модернизмом.
Окончив образование, Дитер в 1953 году покинул дом, и начал сотрудничать с Marcel Wyss и Eugen Gomringer в журнале Spirale. Бо́льшая часть его работ в это время была в стиле Конкретного искусства, примером которого был швейцарец Макс Билль. Рот принимал участие в ряде местных выставок, создавал свои первые скульптуры и экспериментировал с оп-артом, а также писал стихи. В 1954 году он познакомился с швейцарским художником Даниэлем Шпёрри, с которым завёл дружбу. Шпёрри основал авангардистское издательство Editions MAT, в котором печатались некоторые из ранних работ Рота.
В 1957 году Дитер Рот женился на исландской студентке а Сигридуре Бьёрнсдоттир (Sigríður Björnsdóttir) и поехал с ней в Рейкьявик. Отрезанный от центров европейского модернизма, он начал публиковать серию книг о влиятельных художниках, печатая их в совместной с исландским поэтом Эйнаром Браги издательской компании Forlag Editions. В 1960 году Рот получил премию Уильяма и Нормы Копли (William and Norma Copley Award, с 1966 года известна как Cassandra Collection). Помимо существенного денежного приза, награда включала в себя возможность напечатать монографию; которой стала его самая амбициозная работа «The Copley Book» 1965 года. Дитер Рот выставлялся в галерее Артура Кепке в Копенгагене (Arthur Köpcke’s gallery) в 1965 году и на Фестивале авангардного искусства в Париже (Festival d’Art d’Avant-garde) в 1960 году.  Он начал странствующий образ жизни, работая и демонстрируя свои произведения по всей Европе и Америке, продолжив этот стиль жизни до самой смерти. Ключевым событием  в его отношении к искусству стал в 1961 году в Базеле перфоманс Жана Тенгели Homage to Modern Art, который привело к разрыву Рота с конструктивизмом и с постмодернистскими авангардистскими практиками, связанными с движением «Новый реализм» и течением «Флуксус».
В 1964 году Роту, вместе с несколькими другими художниками, поручили нарисовать портрет художественного коллекционера и арт-дилера Карла Ласло, чтобы отпраздновать его сороковой день рождения. Рот сделал соляризационную фотографию швейцарского коллекционера и закрасил её плавленым сыром. Это стало первой из его знаменитых биоразлагаемых работ. В серии работ под названием «Остров» («Insel», 1968) Дитер Рот брал синюю панель, накрывал её продуктами питания, расположенными в виде островков, покрывал поверхность йогуртом, затем покрывал  слоем гипса, оставляя своё произведение возможности подвергаться ряду преобразований: стадия заплесневения, бактериальный распад, нашествие насекомых; после чего на панели оставались только неразлагаемые элементы.
В 1964 году Роту предложили должность в Филадельфийском художественном музее с условием, что он создаст конструктивистскую книгу, но был быстро уволен. Он перешёл в школу дизайна Rhode Island School of Design в Провиденсе, штат Род-Айленд. Затем в начале 1965 года занимал должность преподавателя в школе School of Graphic Design, где применял собственный принцип «не преподавание как обучение». В 1966 году его мастерская в Провиденсе была закрыта из-за окончания срока аренды, и почти все его произведения искусства были уничтожены. Находясь в США, Рот развелся со своей исландской женой, но сохранил хорошие отношения с семьёй, в которой было трое детей — Карл, Бьёрн и Вера. Он сотрудничал со своими детьми, особенно с Бьёрном, до конца своей жизни. 
По мере того, как его известность Дитера Рота усиливалась, рос уровень и количество его работ, в том числе в сотрудничестве с другими художниками, такими, как Герман Нич, Ричард Гамильтон и другие. В 1970 году, в своей первой выставке в США в Лос-анджелесской галерее Eugenia Butler Gallery, он выставил серию из 37 чемоданов, заполненных сыром на полу, ниже фотографии с сыром на стене. Работа называлась Staple Cheese (A Race). В течение нескольких последующих дней сильный запах, личинки и мухи стали причиной невозможности нахождения в помещении. Позднее чемоданы в течение нескольких лет хранились в контейнере, спроектированном Ротом, пока муж Евгении Батлер не выбросил всю инсталляцию. В последующие годы работы Рота становилась все более разнообразной в течение 1970-х годов. В середине этого десятилетия издателем Хансйоргом Майером (Hansjörg Mayer), с которым Дитер познакомился в 1963 году, была предпринята попытка переиздать все книги Рота — произведения художника вышли в 26 томах под названием «Gesammelte Werke» («Собрание сочинений»).
Инсталляции Дитера Рота с годами становились всё масштабнее и значительнее. После 1980 года они часто создавались в сотрудничестве с его сыном Бьёрном и другими художниками, которые привносили свой вклад в его произведения. По всей Европе начали организовываться ретроспективные и новые выставки его работ. В 1982 году Рот представлял Швейцарию на Венецианской биеннале. Был удостоен ряда наград и премий в последующие годы, в частности в 1991 году получил престижную швейцарскую премию Genevan Prix Caran d’Ache Beaux Arts. 
Умер 5 июня 1998 года в Базеле от сердечного приступа. Был похоронен на кладбище Hellnar Church Cemetery в исландском местечке Рейкхольт, регион Вестюрланд.

## Память
В мае 2000 года  близкими друзьями и коллегами художника  была основана Академия Дитера Рота. 
Первоначальная цель её создания состояла в сохранении его наследства и продолжении деятельности, которой он занимался, а также в инициировании новых проектов, которые соответствуют планам и мыслям Рота. Академия проводит ежегодные собрания в разных странах мира, как любил путешествовать художник, на них проводятся конференции и дискуссии, сопровождающиеся выставкой работ членов, друзей и студентов академии. 